# Galium nuttallii
Galium nuttallii är en måreväxtart som beskrevs av Asa Gray. Galium nuttallii ingår i släktet måror, och familjen måreväxter.

## Underarter
Arten delas in i följande underarter:
- G. n. insulare
- G. n. nuttallii